# Marcell Jansen
Marcell Jansen (sinh ngày 4 tháng 11 năm 1985 ở Mönchengladbach) là một cựu cầu thủ bóng đá người Đức đã giải nghệ. Anh được biết đến nhiều với kĩ năng tạt bóng và tốc độ chạy, mặc dù anh có thể hình cao to. Jansen đã xuất hiện 30 lần trong màu áo đội tuyển và thường chơi ở vị trí hậu vệ trái. Ở cấp độ câu lạc bộ anh có thể chơi ở vị trí tiền vệ cánh trái hoặc hậu vệ cánh trái hoặc thậm chí là cả tiền đạo nhờ vào khả năng chơi đa năng của anh. Anh từng vào sân ở những phút bù giờ tại Euro 2008 ở vị trí tiền đạo.

## Sự nghiệp

### Borussia Mönchengladbach
Gia nhập Borussia Mönchengladbach từ đội bóng địa phương SV Lürrip vào năm 1994, Jansen từng ra sân nhiều lần ở các cấp độ đội trẻ rồi sau đó huấn luyện viên Mönchengladbach Ewald Lienen từng sử dụng anh ở vị trí dự bị nhưng không được sử dụng ở Bundesliga gặp Hannover 96 vào tháng 9 năm 2003. Đầu mùa giải 2004-05 chứng kiến cầu thủ này có lần ra sân ở đội một, có tên trong đội U23 của đội bóng ở giải hạng tư nước ĐỨc dưới sự dẫn dắt của huấn luyện viên Horst Köppel. Một sự thay đổi ở vị trí huấn luyện viên của Borussia Mönchengladbach khi Dick Advocaat lên nắm quyền và huấn luyện viên người Hà Lan này đã đặt niềm tin vào cầu thủ thuận chân trái này và tạo cơ hội cho anh có trận ra mắt ở đội một vào tháng 12 năm 2004 gặp Hertha BSC Berlin. Khi kết quả trận đấu trở nên tồi tệ ở hiệp hai, Jansen thậm chí còn gây ra pha phạm lỗi trong vòng cấm và phải nhận một quả penalty. Tuy nhiên, Advocaat vãn đặt niềm tin vào cầu thủ này dù anh mắt sai lầm ngay trong lần ra mắt. Một chấn thương của tiền vệ Christian Ziege đã tạo cơ hội lớn cho Jansen. Một loạt những màn trình diễn ấn tượng thậm chí sau đó anh đã đánh bật cả tân binh người Bỉ Filip Daems ra ngoài ở vị trí hậu vệ phải và chứng kiến một mùa giải đầu tiên thành công, anh cũng có một vị trí quan trọng ở đội U21 Đức.
Mùa giải thứ hai của anh thậm chí còn mang lại nhiều thành công hơn cho tài năng trẻ này. Giúp đội bóng có một mùa giải dễ chịu khi không phải đối mặt với nguy cơ xuống hạng, Jansen ký hợp đồng mới 3 năm với Borussia Mönchengladbach sau khi nhiều đội bóng lớn ở châu Âu bắt đầu để ý đến anh.

### Bayern München
Được coi là nhân tố chủ chốt ở đội bóng, Jansen bắt đầu nhận được sự chú ý của một số đội bóng (đặc biệt là Barcelona FC, Arsenal cũng như hai đội bóng ở Bundesliga là Bayern München và Hamburg SV) trong suốt mùa hè 2006 và huấn luyện viên Jupp Heynckes giải thích rằng cầu thủ này không phải để bán. Tuy nhiên, Jansen đã chuyển tới Bayern München vào ngày 1 tháng 7 năm 2007 với mức giá vào khoảng 10 triệu euro.

### Hamburg SV
Vào tháng 8 năm 2009, Hamburg xác nhận vụ chuyển nhượng của Marcell Jansen. Theo tờ Bild, mức giá của vụ chuyển nhượng là 8 triệu euro. Ở Hamburg, anh chủ yếu chơi ở vị trí tiền vệ trái.
Năm 2015, Marcel Jansen chính thức kết thúc sự nghiệp thi đấu quốc tế sau 25 năm thi đấu chuyên nghiệp.

## Thi đấu quốc tế
Nhờ vào phong độ tốt ở câu lạc bộ, Jansen, một cựu thành viên đội U21, được gọi vào đội tuyển quốc gia và có trận ra mắt, vào sân từ ghế dự bị thay Thomas Hitzlsperger vào ngày 3 tháng 9 năm 2005, trong trận thua 0-2 trước đội tuyển bóng đá quốc gia Slovakia ở Bratislava. Sau đó, Jansen được triệu tập vào đội hình Đức ở World Cup 2006. Jansen ban đầu được chọn ở vị trí hậu vệ trái và Philipp Lahm chơi bên phải. Với màn trình diễn tốt của Lahm, anh chỉ được ra sân thêm đúng một lần, trận tranh hạng ba gặp Bồ Đào Nha. Anh còn có rất nhiều lần được gọi cho vòng loại Euro 2008. Bàn thắng đầu tiên của anh ở đội tuyển được ghi vào lưới đội tuyển bóng đá quốc gia San Marino ở vòng loại Euro 2008.
Sau khi cùng đội tuyển Đức giành chức vô địch World Cup 2014, anh tuyên bố kết thúc sự nghiệp thi đấu quốc tế, tổng cộng anh đã thi đấu 45 trận và ghi được 3 bàn thắng.

## Danh hiệu

### Câu lạc bộ
- Bayern München
  - Bundesliga: 2007-08
  - DFB-Pokal: 2008
  - DFB-Ligapokal: 2007

### Đội tuyển quốc gia
- Vị trí thứ ba FIFA Confederations Cup: 2005
- Vị trí thứ ba World Cup: 2006
- Về nhì Giải vô địch bóng đá châu Âu: 2008